# Teracotona pardalina
Teracotona pardalina là một loài bướm đêm thuộc phân họ Arctiinae, họ Erebidae.